# Polyporus rhizophilus
Polyporus rhizophilus är en svampart som beskrevs av Pat. 1894. Polyporus rhizophilus ingår i släktet Polyporus och familjen Polyporaceae.   Inga underarter finns listade i Catalogue of Life.

## Bildgalleri

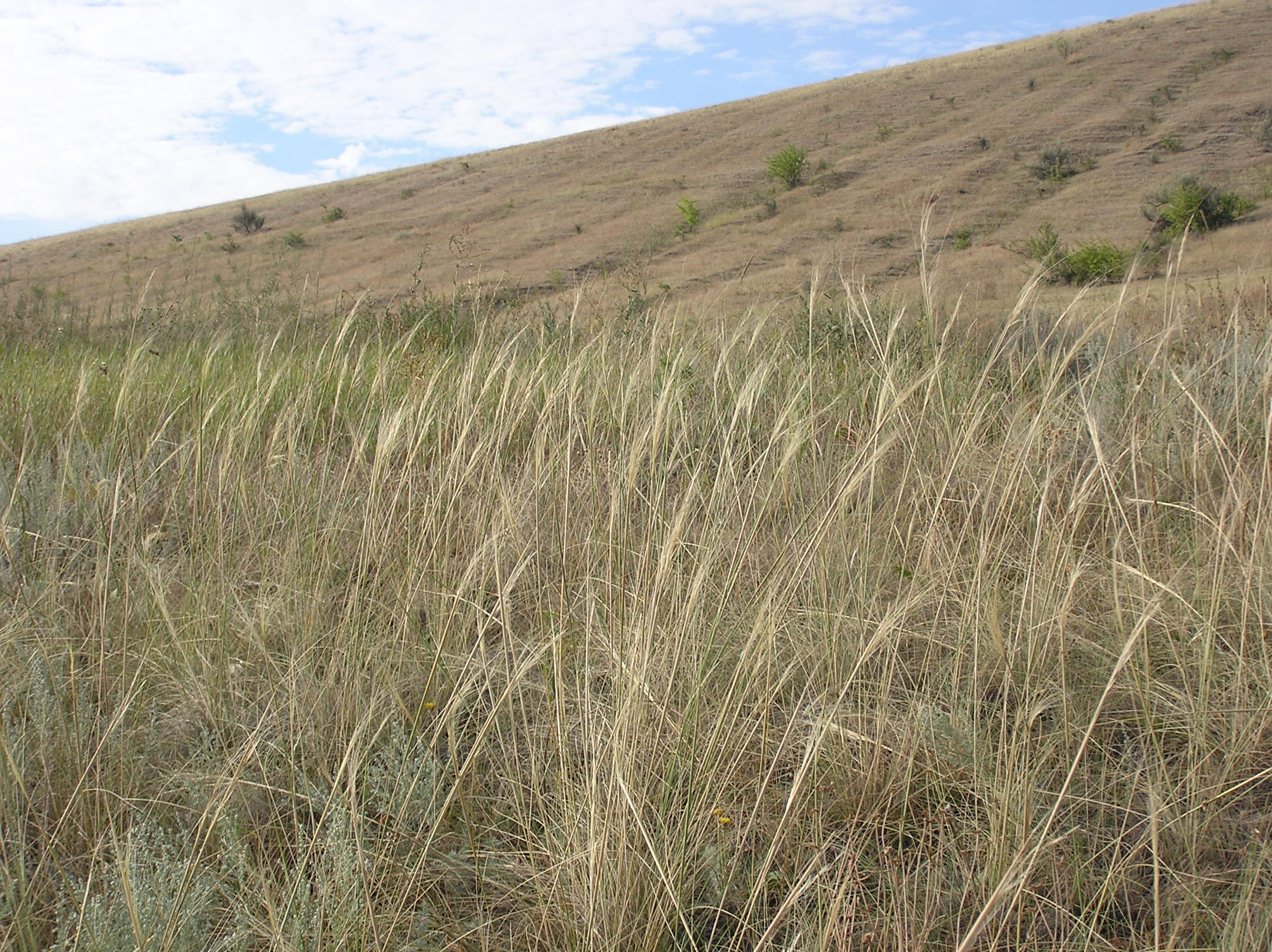